# Fairview, Kansas
Fairview là một thành phố thuộc quận Brown, tiểu bang Kansas, Hoa Kỳ. Năm 2010, dân số của xã này là 260 người.

## Dân số
Dân số các năm:
- Năm 2000: 271 người
- Năm 2010: 260 người